# Golubići (Oprtalj)
Golubići is een plaats in de gemeente Oprtalj in de Kroatische provincie Istrië. De plaats telt 33 inwoners (2001).